# Netrocera overlaeti
Netrocera overlaeti is een vlinder uit de familie venstervlekjes (Thyrididae). De wetenschappelijke naam van deze soort is voor het eerst geldig gepubliceerd in 1928 door Talbot.
De soort komt voor in tropisch Afrika.